# 伊藤松雄
伊藤 松雄（いとう まつお、1895年〈明治28年〉1月13日 - 1947年〈昭和22年〉8月5日）は、日本の劇作家、脚本家、演出家である。

## 人物・来歴
1895年（明治28年）1月13日、長野県諏訪郡上諏訪町（現諏訪市）に生まれる。
東京に移り、旧制・早稲田大学を卒業、満18歳になる1913年（大正2年）、有楽座に加わり、劇作者兼演出家となる。新文芸協会、のちに森英次郎、山田隆弥らの舞台協会で新劇を演出した。
1920年（大正9年）、戯曲集『危急』を上梓、翌1921年（大正10年）、ショーレム・アッシュの戯曲『夜』を翻訳して上梓している。
舞台協会に属していた1923年（大正12年）、日活向島撮影所と同協会が提携、3作を製作することとなり、うち『忘れな草』、『三つの魂』にオリジナル脚本を書き下ろし、いずれも田中栄三が監督した。同年9月1日の関東大震災で同撮影所は壊滅、撮影所の人員は日活京都撮影所に移転、第二部を形成するが、翌1924年（大正13年）に溝口健二が京都で監督した『暁の死』にオリジナルシナリオを提供している。1926年（大正15年）には、郷里に戻り、上諏訪町で郷土劇運動「村の劇場・町の劇場」を創始する。
新民謡の創作も行った。
1947年（昭和22年）8月5日、死去した。満52歳没。

## フィルモグラフィ
- 『忘れな草』 : 監督田中栄三、主演山田隆弥・東屋三郎、日活向島撮影所、1923年 - 原作・脚本
- 『三つの魂』 : 監督田中栄三、主演六条波子・東屋三郎、日活向島撮影所、1923年 - 原作・脚本
- 『暁の死』 : 監督溝口健二、主演小泉嘉輔、日活京都撮影所第二部、1924年 - 原作・脚本
- 『お仙の夫 瞬く明星』 : 監督福西ジョージ、脚本桜庭青蘭、主演衣川麗子・里見明、東亜キネマ京都撮影所、1931年 - 原作
- 『松下村塾』 : 監督重宗和伸、主演高田稔、東京発声映画製作所・文部省、1939年 - 原作・脚本

## ビブリオグラフィ
国立国会図書館蔵書。
- 『危急』、緑葉社、1920年
- 『夜』、原著シヨロム・アツシユ、一幕物叢書刊行会、1921年 - 一幕物叢書 第1輯 第1編
- 『カラマーゾフ兄弟』、原著ドストエーフスキイ、新潮社、1922年
- 『くしゃみ太郎』、総文館、1923年
- 『忘れな草』、黒潮社、1923年 - 映画名作叢書
  - 『忘れな草』『三つの魂』を収録
- 『想思草後日譚』、花井郁文堂、1925年 - 新劇脚本叢書 1
- 『日本戯曲全集 現代篇 第18輯』、春陽堂、1929年
- 『半男半女物語』、万里閣、1930年
- 『漢詩を探る』、桑文社、1935年
- 『三百六十五吟集』、桑文社、1935年
- 『松下村塾』、作品社、1939年
- 『青年倶楽部』、日本青年館、1941年
- 『世界名婦人伝』、婦女界社、1941年
- 『海洋少年隊』、湯川弘文社、1941年
- 『無敵荒鷲魂』、画田代光、大東亜社、1941年
- 『支那の唄』、近代小説社、1941年
- 『秋晴れ峠』、新興亜社、1941年
- 『世紀の鳥人飯沼正明』、婦女界社、1941年
- 『サムハンの太陽』、玉井清文堂、1941年
- 『支那の唄』、近代小説社、1941年
- 『颱風夜半に帰る』、三杏書院、1941年
- 『地球の青春』、新興亜社、1941年
- 『重慶最後の日』、日本出版社、1941年
- 『大空に生きる』、文松堂、1943年
- 『愛国の記』、室戸書房、1943年
- 『半男半女』、一陽社、1947年
- 『はだかの女賊』、一陽社、1947年
- 『美しき女賊』、江戸書院、1947年

## 註
1. 1 2 3 4 5 6 7 8 9 10  伊藤松雄、『講談社 日本人名大辞典』、講談社、コトバンク、2010年1月6日閲覧。
2. ↑  OPAC NDL 検索結果、国立国会図書館、2010年1月6日閲覧。